# كييل-بورغ فرايبرغ
كييل-بورغ فرايبرغ هو سياسي نرويجي، ولد في 27 أبريل 1971 في Hadsel Municipality ‏ في النرويج. نشط حزبياً في حزب التقدم.

## مناصب
- انتخب وزير دولة [الإنجليزية]‏ وزارة النفط والطاقة (النرويج) (23 أكتوبر 2015 – 31 أغسطس 2018).
- انتخب Minister of Energy (Norway) [الإنجليزية]‏ (31 أغسطس 2018 – 18 ديسمبر 2019).
- في الانتخابات البرلمانية النرويجية 2017، انتخب عضو برلمان النرويج  [لغات أخرى]‏ عن دائرة نورلان وقد انضم خلال فترته النيابية  [لغات أخرى]‏ (1 أكتوبر 2017 – 30 سبتمبر 2021) للكتلة البرلمانية حزب التقدم.
- انتخب mayor of Hadsel ‏ (2007 – 2015).